# Au-dessus de la mêlée (texte)
Pour les articles homonymes, voir Au-dessus de la mêlée.
Au-dessus de la mêlée est un texte sur la Première Guerre mondiale écrit par Romain Rolland le 15 septembre 1914 et publié en supplément du Journal de Genève du 22 septembre.
C'est aussi sous le titre Au-dessus de la mêlée qu'est réunie, chez Paul Ollendorff en novembre 1915, la série d'articles qu'il a écrits en Suisse au début du conflit, parus dans divers périodiques du 29 août 1914 au 1er septembre 1915.

## Genèse du titre
L'article s'intitulait initialement Au-dessus de la haine. Romain Rolland fit corriger les épreuves à la dernière minute pour faire adopter ce nouveau titre, le premier lui paraissant sans doute trop sulpicien. Ce titre définitif lui valut de grandes incompréhensions du public, notamment de nombreuses lettres anonymes (le qualifiant de Germain Rolland). Le titre choisi donnait en effet à tort l'impression que l'auteur n'attachait pas d'importance au conflit en cours et se considérait lui-même comme au-dessus de la mêlée. Il ne s'agissait en fait que d'un appel pour tous les hommes à regarder ce conflit avec un peu de hauteur de vue.

## Réception
Début novembre 1915, la presse annonce que le prix Nobel de littérature sera décerné à Romain Rolland, ce qui est vécu comme un affront national pour les intellectuels nationalistes français. Quelques jours plus tard, alors que déferlent les critiques dans la presse, et peut-être en raison de pressions diplomatiques, l'Académie suédoise annonce qu'elle ne décernera finalement pas de prix de littérature en 1915. L'année suivante néanmoins, elle le décerne à Romain Rolland pour l'année 1915, « comme hommage rendu au grand idéalisme de ses écrits ainsi qu'à la sympathie et à la vérité avec lesquelles il a peint différents types humains ».
Selon un article paru dans la Revue d'histoire littéraire de la France, si « la sympathie » et « la vérité avec lesquelles il a peint différents types humains » se réfèrent à son roman Jean-Christophe, « de toute évidence, « l'idéalisme de ses écrits » ne vise pas que le seul Jean-Christophe, mais aussi le recueil Au-dessus de la mêlée, qui a valu tant d'insultes à Rolland dans le camp belliciste ».
L'écrivain pamphlétaire suisse William Vogt rédigera une riposte à son texte en 1916.

## Editions
- Romain Rolland, « Au-dessus de la mêlée », Journal de Genève, no 260,‎ 22 septembre 1914 (lire en ligne).
- Romain Rolland, Au-dessus de la mêlée, Paris, Librairie Paul Ollendorff, 1915, 163 p. (lire sur Wikisource).
- Romain Rolland et Bernard Duchatelet (note éditoriale) (préf. Christophe Prochasson), Au-dessus de la mêlée, Paris, Payot, coll. « Petite Bibliothèque Payot » (no 906), 2013, 278 p. (ISBN 978-2-228-90875-7).